# Орест Македонський
Орест (грец. Ορέστης, лат. Orestes) — македонський цар, який правив в 399 — 396 до н. е..

## Життєпис
Був сином царя Архелая від Клеопатри, яка, ймовірно, була вдовою царя Пердікки II. Коли Архелай загинув в результаті змови, Орест був ще дитиною і проголошений царем формально, а реально правив його опікун. Опікун Ореста, Аероп, незабаром вбив його і сам захопив престол Македонії. Можливо, що Орест помер з природних причин.